# Ganadería

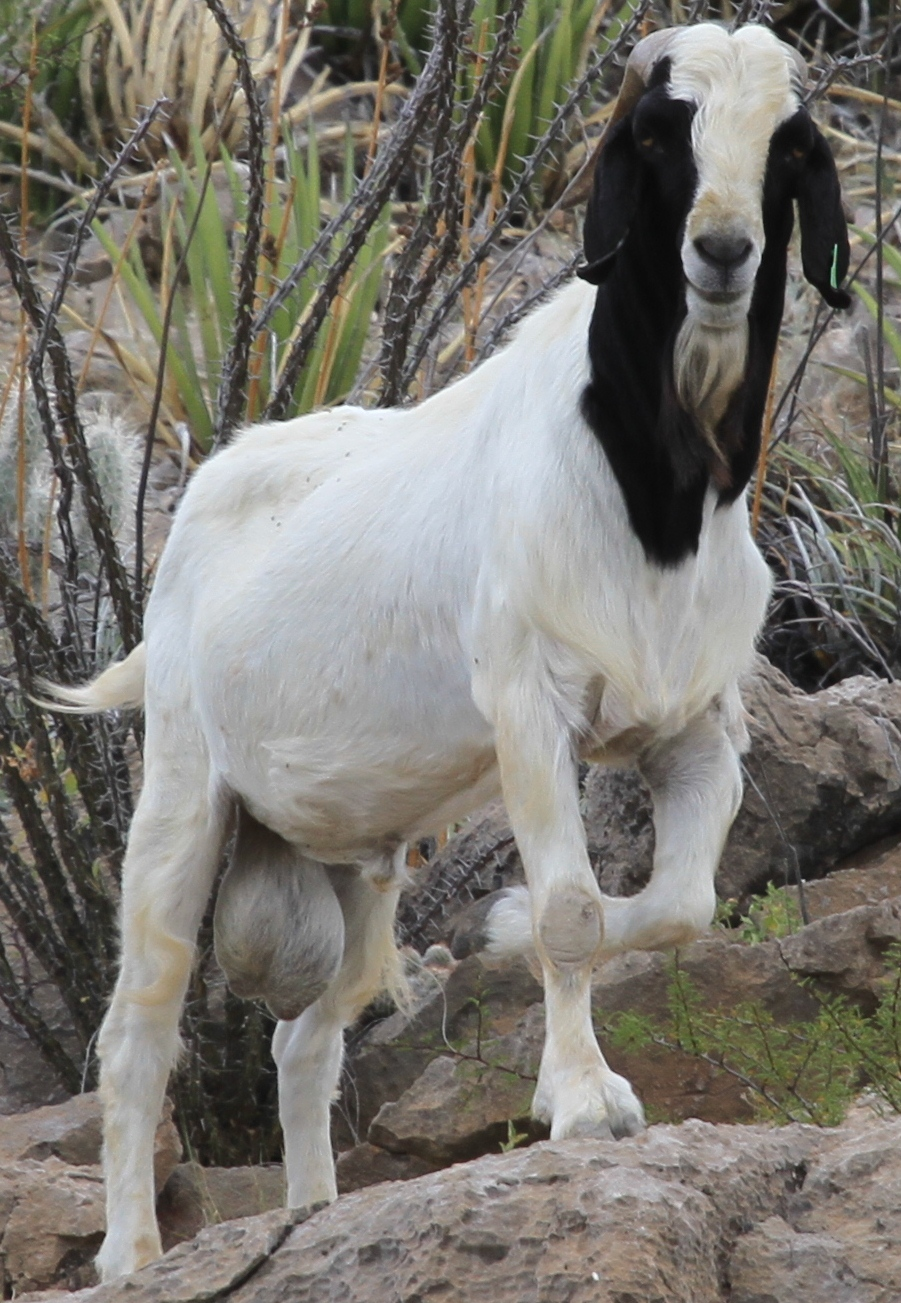
Una cabra en Coahuila, México.

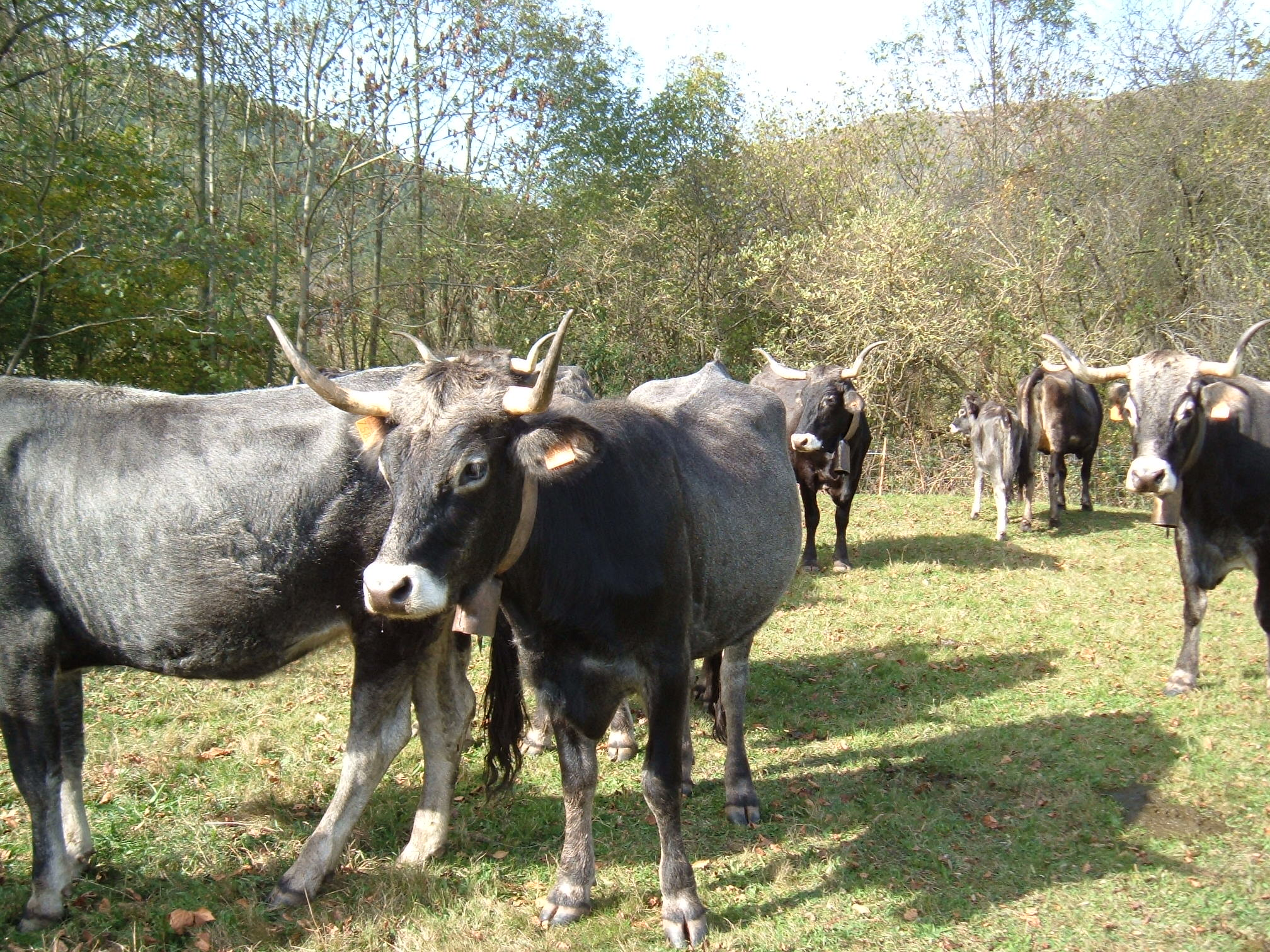
Grupo de vacas de raza tudanca en Cantabria, España.

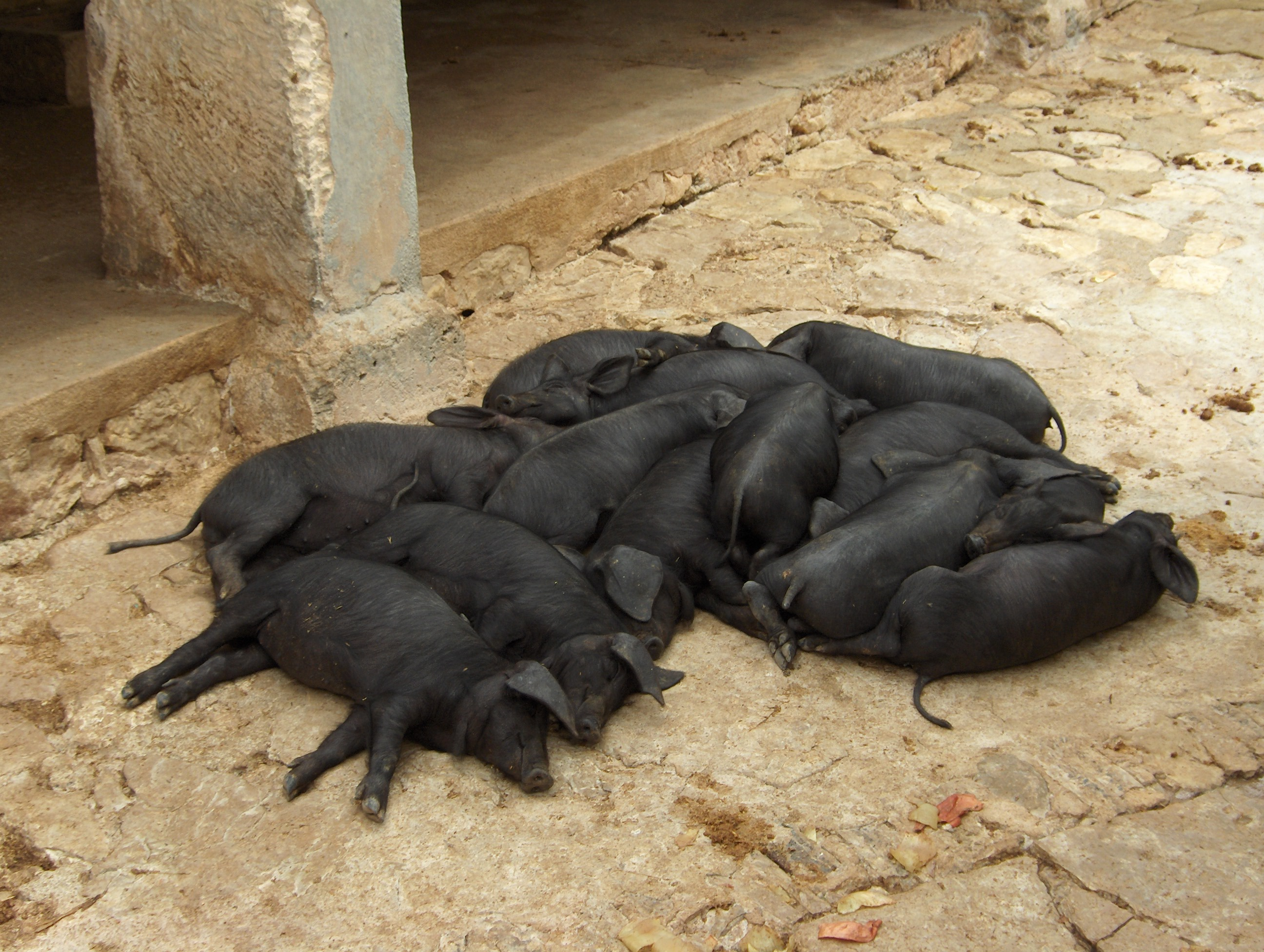
Cerdos autóctonos de Mallorca, España.

La ganadería (latín ganatum; «riqueza», «bienes») o pecuaria es una actividad que consiste en el manejo y explotación de animales domesticables con fines de producción, para su aprovechamiento (algunos ejemplos incluyen la industria láctea, avicultura, piscicultura y porcicultura). En cambio, el manejo de animales pertenecientes a especies silvestres (no domésticas) en cautiverio o en semicautiverio se conoce con el nombre de zoocría.
Dependiendo de la especie ganadera, se pueden obtener diversos productos derivados, tales como la carne, la leche, los huevos, los cueros, la lana y la miel, entre otros. La ciencia encargada del estudio de la ganadería es la zootecnia y los profesionales encargados directamente del desarrollo de la producción animal son los ganaderos, ayudados por los zootecnistas y los ingenieros de producción animal, en estrecha colaboración con los médicos veterinarios, que son los encargados de la prevención y control de las enfermedades de los animales.
Los ganados más importantes en número a nivel mundial son los relacionados con la ganadería bovina, la ovina y la porcina. Sin embargo, en algunas regiones del planeta otros tipos de ganado tienen mayor importancia, como el caprino y el equino, como así también la cunicultura, la avicultura y la apicultura.
La ganadería está relacionada con la agricultura, ya que en una granja ambas pueden estar relacionadas. En estos casos, el ganado aporta el estiércol, que se utiliza como abono, y los cultivos aportan el alimento para los animales.

## Historia

Esquema de las actividades ganaderas del Neolítico relacionadas con sus herramientas. Se han elegido tanto dibujos de herramientas reales (hallazgos arqueológicos) como actividades representadas, en este caso en representaciones mesopotámicas.

Un proceso esencial en la historia de las sociedades fue el paso de una economía de recolección (caza, recolección y pesca) a una economía de producción voluntaria de ciertas plantas y animales. En un número restringido de lugares de la Tierra, ciertas sociedades, inventaron el dominio de la reproducción de especies, vegetales y animales.
Para asegurar sus necesidades de alimento, cuero, huesos, y otros productos, las primitivas sociedades cazadoras-recolectoras debían seguir las migraciones de los grandes rebaños de bóvidos, cérvidos y otros animales. Hace unos 10 000 años los seres humanos del neolítico descubrieron que capturar animales, domesticarlos y mantenerlos vivos para utilizarlos cuando fuera preciso, les permitía reducir la incertidumbre que, en relación con las posibilidades de alimentación, les suponía el hecho de tener que depender de la caza. El proceso debió constar de un periodo de predomesticación en el que, en un primer momento, los seres humanos habituaron a sus presas a su presencia mientras las seguían en sus búsquedas de alimento para, posteriormente, irlas reteniendo; esto supuso que ellos mismos tenían que encargarse de suministrar alimento a los animales. Así, consiguieron domesticar varias especies, encargándose de mover los rebaños de unas zonas de pasto a otras, emulando los movimientos naturales de los mismos, pero ahora bajo su control.
Este sedentarismo estuvo unido al nacimiento de las prácticas agrícolas, que ligaban al hombre a la tierra y que, además, permitían el cultivo de forraje para los animales. De ese modo, cuando el hombre inició la domesticación de animales herbívoros como vacas, ovejas, cabras y abandonó la caza y la recolección de frutos, nació la ganadería, durante el neolítico y, muy probablemente, al mismo tiempo que la agricultura.
Estos animales como el ganado vacuno sirvieron, además de proporcionar carne, como animales de carga de mercancías, tiro del arado, suministro de pieles y, más tarde, de leche y derivados. El estiércol acumulado en los establos, estabulados y cuadras, debió haber servido de abono para los primeros cultivos.

Carta del Creciente Fértil, una región de Oriente Medio que abarcaba el Antiguo Egipto, el Levante mediterráneo, Mesopotamia y otras civilizaciones, donde se cree que nació la ganadería hace unos diez milenios.

La domesticación de animales permitió también utilizarlos para realizar trabajos agrícolas o transportar cargas. Además, los restos de las cosechas que no eran utilizables en la alimentación humana podían aprovecharse como alimento para el ganado.
La agricultura y la ganadería permitieron a las poblaciones humanas conseguir una mayor certidumbre respecto a sus posibilidades de sustento, así como reducir el esfuerzo en obtenerlo, lo que posibilitó un mayor desarrollo cultural, ya que el ser humano podía entonces empezar a disponer de más tiempo para la creación intelectual. En este sentido, parece que el desarrollo de la ganadería tuvo lugar en Oriente Próximo, precisamente en zonas donde, a su vez, el desarrollo cultural fue más intenso y temprano. A partir de esos lugares se difundió esta nueva relación con la naturaleza, ya sea que las sociedades convertidas en sociedades de agricultores o de pastores se fueron expandiendo (en gran parte gracias al potencial demográfico que su nuevo modo de producción, de alimentación y de materias primas permitía), ya sea que sociedades vecinas, todavía paleolíticas, hayan adoptado, por su propia voluntad o por la fuerza, este nuevo modo de vida.
El término "neolitización" para designar a este proceso de domesticación, deriva de "Neolítico" o Edad de la Piedra Pulida, palabra inventada por los prehistoriadores del siglo XIX para caracterizar el tipo más reciente, en Europa, de industria prehistórica (de producción de instrumentos de piedra), justo antes de la Edad de los Metales.
Los lugares de la neolitización primaria son escasos y cada uno comprende solo un pequeño número de especies. En primer lugar, la Medialuna Fértil (hace 10 000 años) donde se domesticó el cerdo, la cabra, el asno y la oveja. Por su parte, la vaca fue domesticada, también hace 10 000 años, en Oriente Medio y la India.
En el norte de la China (hace 8500 años), de modo independiente, también se domesticó el cerdo; Mesoamérica (hace 8000 años) en donde se domesticó el pavo (Meleagris gallopavo) y los Andes, donde hace unos 6000 años comenzó la domesticación de la llama (Lama glama), la alpaca (Vicugna pacos) y el cuy (Cavia porcellus).
La producción cárnica se comenzó a desarrollar a finales del siglo XV, como una producción precaria, de escasos recursos, escasa comercialización y escaso consumo. Luego fue desarrollándose a gran escala, generando alta ganancia, y producción en creces. Durante los siglos XIX y XX, con la colonización europea de América, tuvo un desarrollo intensivo, que agotaba los recursos naturales.
En la actualidad, el área de extensión de la ganadería es superior que la de la agricultura, ya que el ganado puede ser criado en áreas donde el duro clima imposibilita el crecimiento de los cultivos, como en las altas montañas o las zonas con una aridez extrema. La estabulación del ganado y el desarrollo de nuevas técnicas de alimentación han contribuido para disminuir la dependencia de las condiciones del medio.

## Especies de ganado
Se distinguen distintos tipos de ganadería en función de las especies, por otra parte variadas, objeto de explotación. Así, además de la ya conocida cría de ganado vacuno, ovino o caprino, se puede distinguir la cría de conejos (cunicultura), la de aves (avicultura), etc. Casos peculiares los constituyen la apicultura, ya que se trata de la cría extensiva de un insecto, o la lumbricultura, que se desarrolla para la obtención de mantillos. En la actualidad existen incluso explotaciones dedicadas a la cría de grillos para su uso en la alimentación de animales de compañía tan peculiares como los reptiles. Otras ganaderías son las desarrolladas con destino a la industria peletera, siendo su máximo exponente la cría de visones.
Según la especie domesticada o criada, el ganado se clasifican en:
- Ganado vacuno o bovino: Es el conjunto de vacas, toros y bueyes (diferentes tipos de vacas). Por extensión se le conoce simplemente como ganado propiamente dicho.
- Ganado ovino: Es un conjunto de ovejas y corderos
- Ganado porcino: Es un conjunto de cerdos
- Ganado caprino: Es un conjunto de cabras
- Ganado equino: Es un conjunto de caballos y yeguas
- Avicultura: Es la cría de aves de corral a fin de aprovechar tanto su carne como sus huevos.
- Apicultura: Es la cría de abejas
- Acuicultura: Es la cría de peces
- Helicicultura: Es la cría de caracoles.
- Cunicultura: Es la cría de conejos.
- Sericicultura: Es la cría del gusano de seda

### Ganado bovino

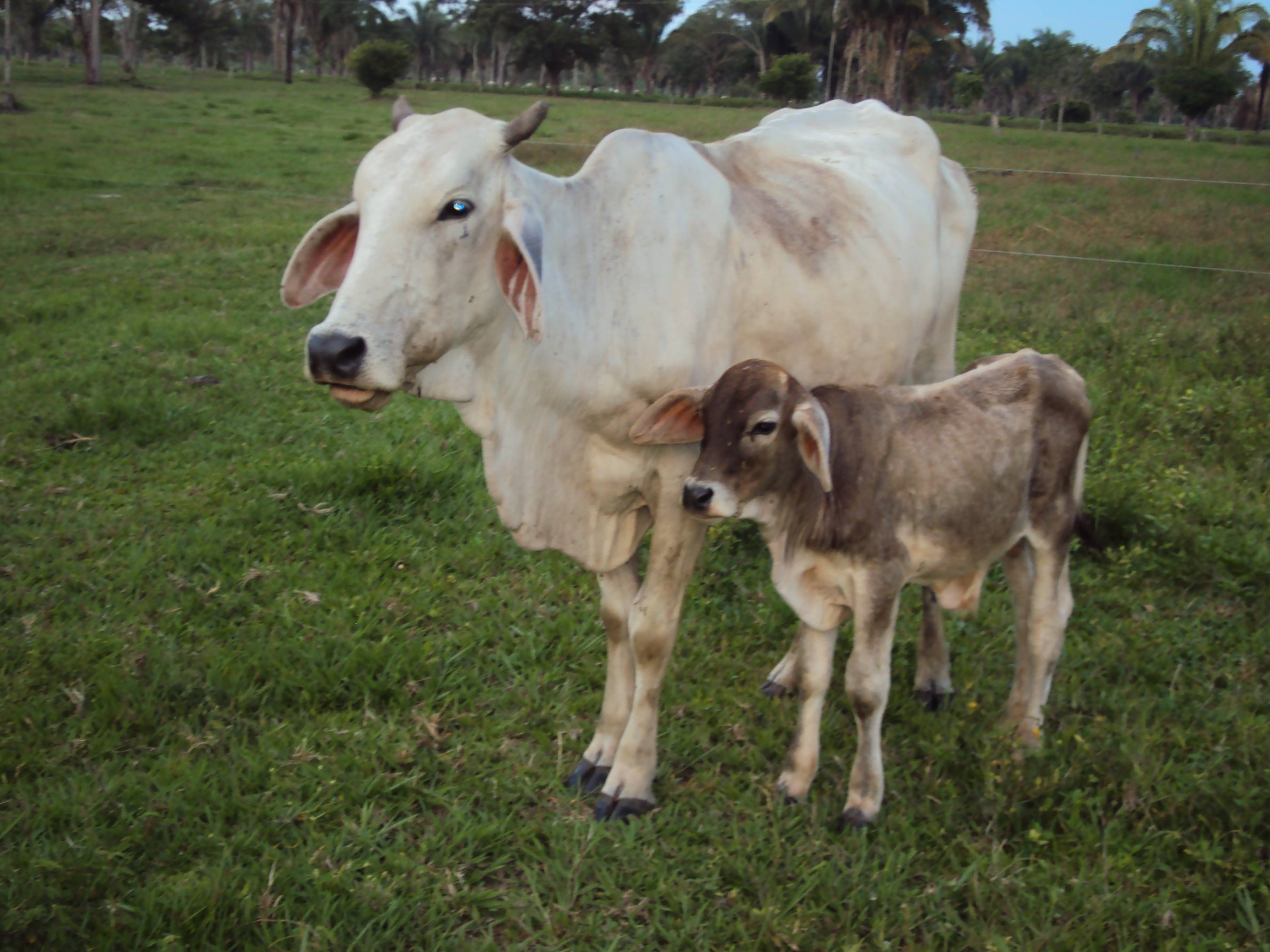
Una vaca con su cría en Arauca, Colombia.

El bovino doméstico desciende de un grupo de razas de uros, Bos taurus primigenius, hoy desaparecidos. Los uros, de los cuales el último espécimen murió en un parque polaco en 1627, fueron en otras épocas muy comunes en Europa y su territorio se extendía a través de África del norte y el Medio Oriente hasta el sudeste asiático y la China. Hay 2 tipos principales de bovinos domésticos, los taurinos (Bos primigenius taurus) que no tienen joroba, y los cebúes (Bos primigenius indicus) que tienen largos pliegues cutáneos y una joroba marcada a nivel de las espaldas; estos últimos son los más populares en la zona intertropical y otras regiones calurosas.
Los 2 tipos, debido a su total interfertilidad, son habitualmente considerados como subespecies. Además, se ha comprobado a nivel molecular que todas las razas europeas y africanas de bovinos domésticos, ya sean de origen cebuino o taurino, son de una misma línea mitocondrial, en tanto que las razas indias son de otra. Estudios similares utilizando el ADN del cromosoma Y muestran los antecedentes cebú de las poblaciones de bovinos africanos con cuernos. La interpretación de estos resultados es que los cebú africanos se han desarrollado a partir de un origen híbrido siendo la introducción de la sangre cebú principalmente hecha a través de los machos. Hay entonces algunas pruebas de dos domesticaciones separadas, sin dudas de dos subespecies diferentes de uros.
El ganado bovino se cría a lo largo y ancho del planeta por su capacidad de trabajo, su carne, su leche, y su cuero. También se siguen empleando en los espectáculos taurinos en algunos países. La hembra es la vaca y el macho, el toro (si ha sido castrado se le llama buey). Las crías de la vaca son los terneros o becerros y los ejemplares jóvenes son conocidos como añojos cuando cumplen un año, erales cuando tienen más de un año y no llegan a los dos, y novillos hasta la edad adulta (los animales de más de dos años y menos de tres se les llama también utreros, y cuatreños cuando tienen cuatro). La cría y utilización de estos animales por parte del hombre se conoce como ganadería bovina. Estados Unidos es el país donde se localiza la mayor parte de la producción de carne y leche. Este país tiene una gran diferencia con sus escoltas, entre los que se encuentran Brasil, China, India, Argentina y Australia en la producción de carne, y la India, Rusia, Alemania y Francia en la producción lechera. Existen centenares de razas en todo el mundo con características particulares que las hacen más adecuadas para un uso particular o más adaptadas para ser criadas en determinadas regiones.

### Ganado ovino y caprino

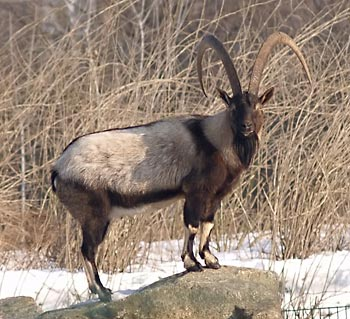
Cabra bezoar, ancestro de las razas actuales de cabra.

Las cabras (Capra aegagrus hircus), junto con las ovejas (Ovis orientalis aries), fueron una de las primeras especies en ser domesticadas. Existen restos de cabras en sitios arqueológicos distribuidos por todo el Creciente Fértil, lo que permite datar la domesticación de ambas entre los 6000 a 7000 años a. C. y las convierte en el primer animal para pastoreo domesticado en el mundo (Zohary, Tchernov y Kolska Horwitz, 1998, p. 130).
El antepasado de la oveja se considera el muflón del oeste asiático (Ovis orientalis), que es el único congénere de la oveja en esa área con el que puede producir individuos fértiles, pues tienen el mismo número cromosómico (2n=54). En el caso de la cabra, el principal ancestro de las razas modernas se considera la cabra bezoar (Capra aegagrus aegagrus) la cual se distribuye desde las montañas de Asia Menor a través del Medio Este hasta el Sind (Zohary, Tchernov y Kolska Horwitz, 1998, p. 130). Sin embargo, a diferencia de la oveja, la cabra revierte a la condición silvestre o feral con facilidad si se le da la oportunidad. Existen actualmente decenas de razas de cabras en todo el mundo.
En el caso de los ovinos, a la hembra se la denomina oveja y al macho carnero (que generalmente presenta grandes cuernos, normalmente largos y en espiral). Las crías de la oveja son los corderos y los ejemplares jóvenes son conocidos como moruecos. Un grupo de ovejas conforman un rebaño, piara o majada (Argentina), y al cercado donde se meten se le denomina aprisco, brete, redil o corral. La cría y utilización de estos animales por parte del hombre se conoce como ganadería ovina. En los caprinos, la hembra se denomina cabra, el macho se llama cabro, chivato, macho cabrío, castrón o cabrón, y a las crías cabrito, chivo o chivito.
De los ganados ovino y caprino se utilizan su carne; su leche, con la que se elaboran quesos, destacándose los de cabra; la piel, y la lana y otras fibras del pelo del animal; también se utilizan sus deyecciones como fertilzante. China es el principal productor de carne y lana de estos animales, seguido por Nueva Zelanda y España. Turquía y Siria se destacan en la producción de leche de oveja, mientras que la India, Bangladés y Sudán lo hacen en la de cabra.

### Ganado porcino

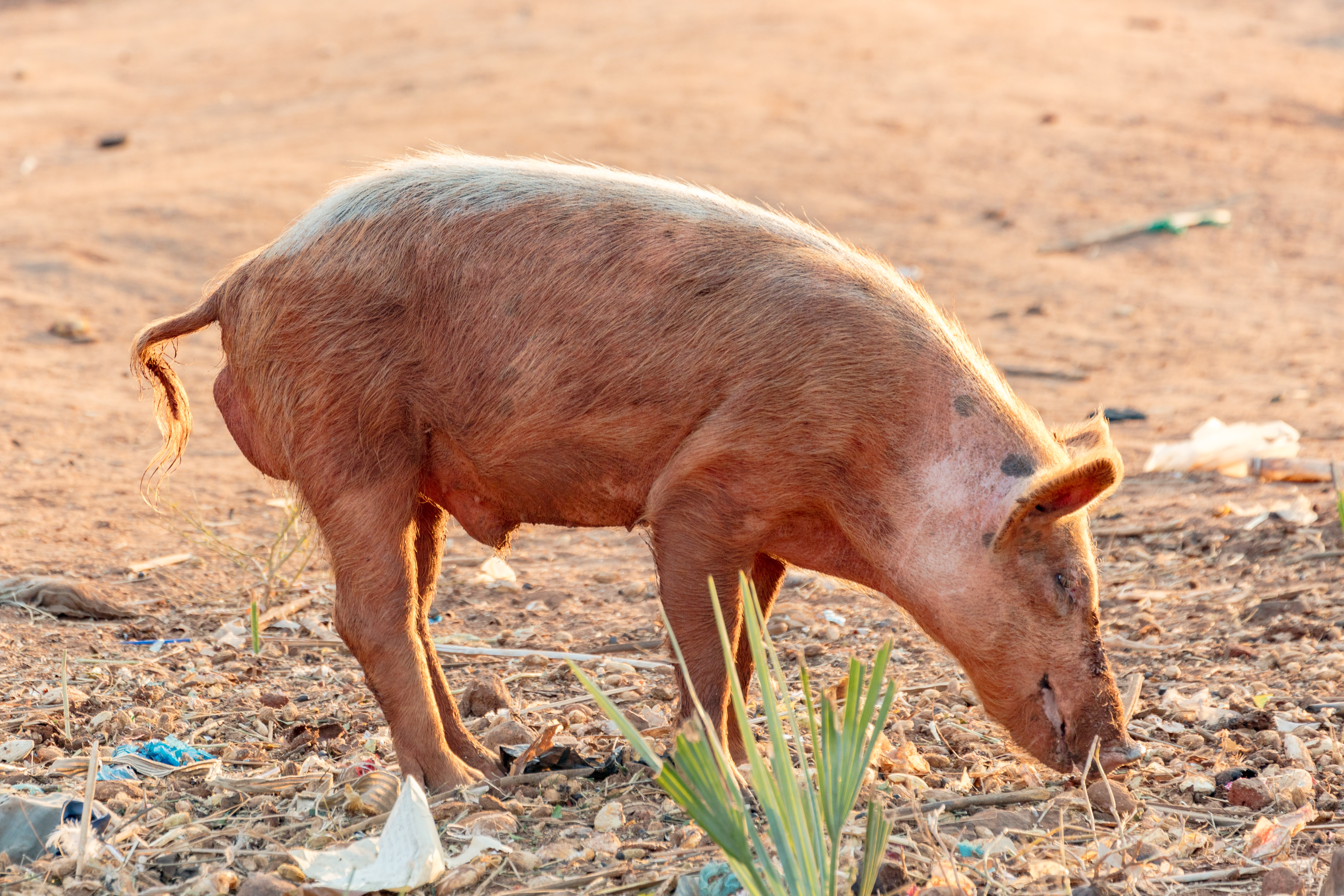
Cerdo en un poblado de Sudán del Sur.

El ancestro salvaje de la mayoría de las razas domésticas de cerdos es el jabalí (Sus scrofa). Se considera que fue domesticado independientemente en varios lugares muy alejados geográfica y temporalmente, utilizando diferentes bases fundadoras desde el comienzo según las subespecies y razas locales. El cerdo salvaje de Sulawesi (Sus celebensis) ha sido domesticado en la isla de Sulawesi, probablemente al comienzo del Holoceno.
Del ganado porcino se aprovecha su carne; su grasa, la cual es comestible; su piel, para la elaboración de cuero, y las cerdas, para la fabricación de cepillos, entre otros productos. China es el principal productor del mundo, con una amplia diferencia con sus escoltas, entre los que se destacan Estados Unidos, Alemania, España y Francia.

### Aves

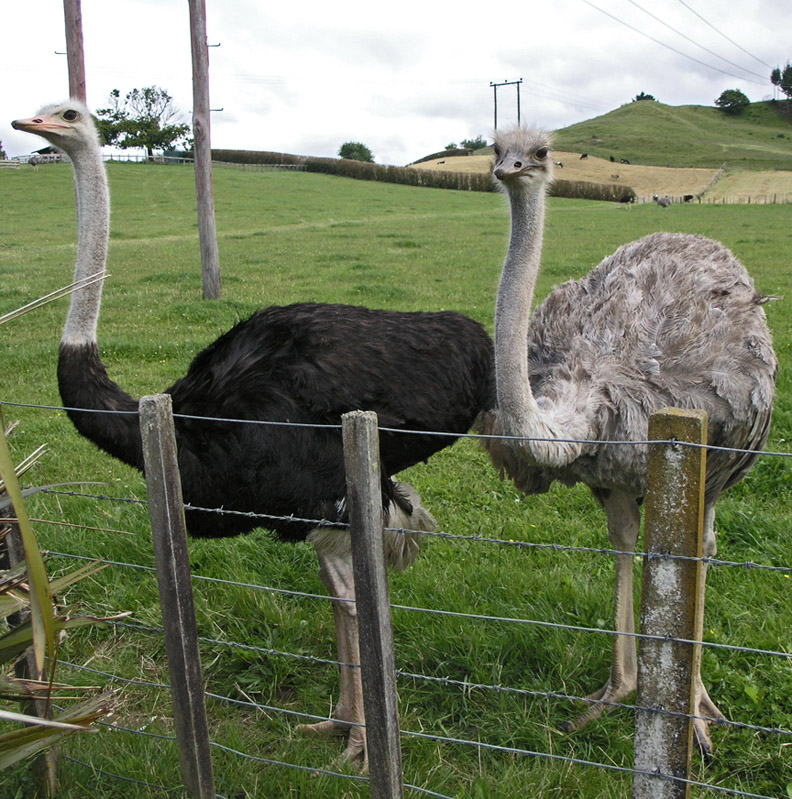
Macho y hembra de avestruz criados en una granja de Nueva Zelanda.

Gallinas, patos, gansos, pintadas, codornices, palomas y pavos ayudan a satisfacer las necesidades proteicas de los más pobres en el mundo y contribuyen de forma importante a los regímenes alimenticios del mundo desarrollado a través de la industria avícola. Estas aves son a menudo criadas en libertad, es decir que encuentran el alimento por sí mismas, a menor costo, en zonas donde los bovinos no pueden sobrevivir tales como aquellas infestadas con la mosca tse tse (Glossina spp.). Avestruces, emúes, ñandúes y casuarios están en grados diversos de domesticación por su piel, su carne o para otras producciones.
La gallina roja de la jungla y sus parientes próximos del género Gallus  son los ancestros de la gallina doméstica (G. domesticus). Muchas especies de patos se adaptan fácilmente a la cautividad y varias especies salvajes tropicales parecen tener un buen potencial para la semi-domesticación en los países del Tercer mundo de los cuales son originarios. El ánade real salvaje (Anas platyrhyncos), especie muy difundida, es el ancestro de las razas de patos domésticos modernos. Los patos domésticos tienen una gran importancia como fuente de alimentos en Asia, especialmente en el sudeste. Allí sus huevos son lo más importante, en tanto que hacia el norte la producción de carne toma mayor significación. Por el contrario, los patos son por el momento de importancia menor en África, América Latina y Cercano Oriente.
Los gansos domésticos de hoy día descienden todos de dos especies: las razas del oeste Europa del ganso cenizo (Anser anser) y las razas asiáticas del ganso cigüeña (Anser cygnoides). Estos dos parientes salvajes de los gansos domésticos son originarios de las zonas templadas del hemisferio norte. El ganso cenizo, el más meridional de los "gansos grises" que se reproducen en Europa, ha sido conservado por el hombre desde la época del neolítico. Es el ancestro de la mayor parte de las razas europeas de gansos. El ganso cisne es originario de China y Mongolia. A pesar de que fue domesticado bajo el nombre de "ganso chino" desde hace unos 3000 años, en estado salvaje sigue siendo una de las especies de aves acuáticas subárticas menos estudiadas. A diferencia de las gallinas, los gansos tienen la gran ventaja de poder ser criados únicamente a partir de proteínas provistas por la hierba. Los gansos tienen tendencia a consumir más de lo que les es necesario, tendencia que ha sido explotada durante largo tiempo tanto para su engorde como para hacerlos demasiado pesados para volar. Puesto que los gansos amansados se reproducen libremente con los individuos salvajes cuando se encuentran, la domesticación no ha resultado en la creación de razas identificadas.

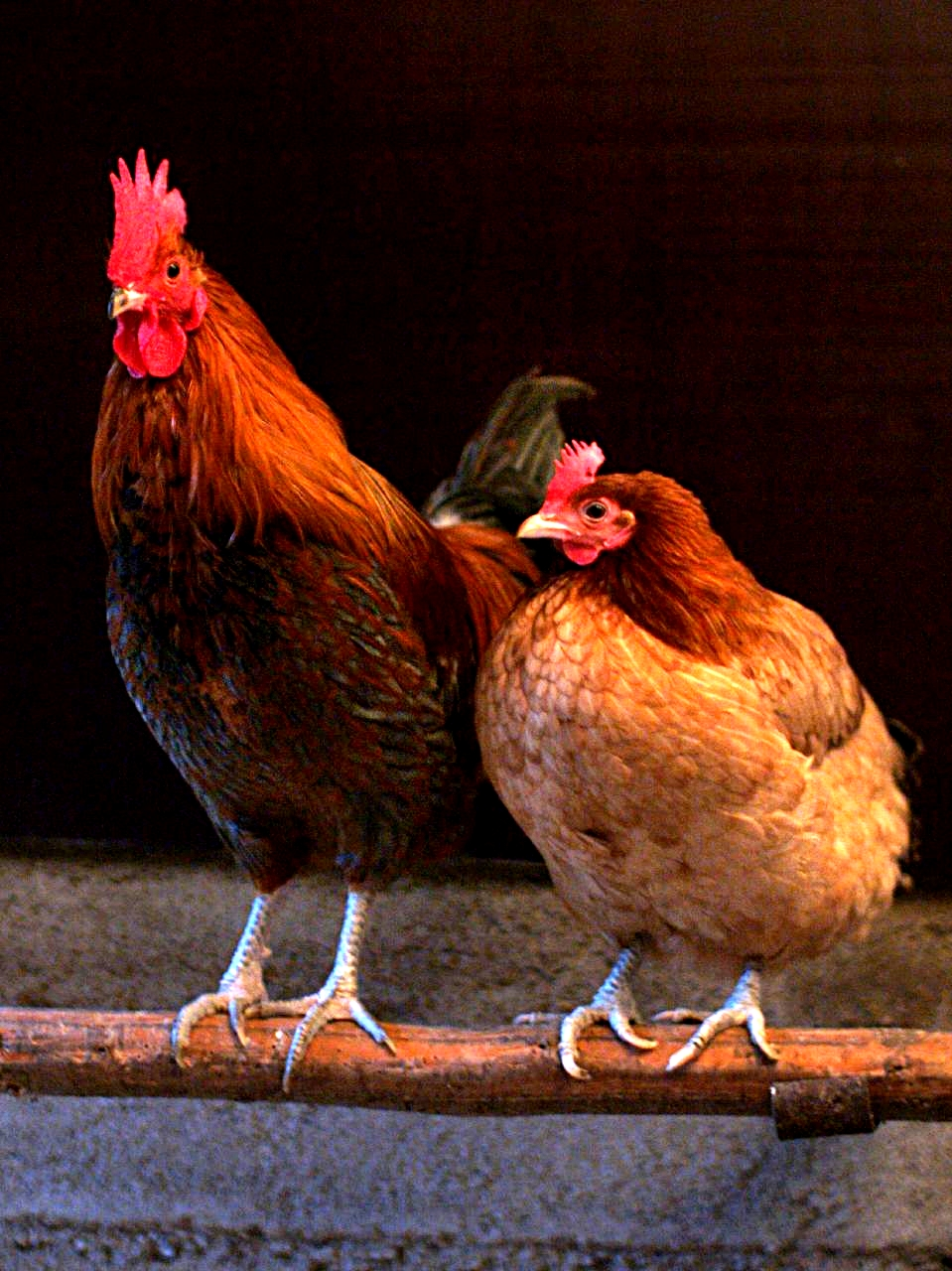
Gallo y gallina (Gallus gallus domesticus)

La pintada doméstica (Numida meleagris) desciende de una sola de las siete subespecies salvajes: Numida meleagris galeata). Las pintadas fueron domesticadas en Egipto y en Grecia aproximadamente en los años 1745 a. C. y 400 a. C., respectivamente.
Los pavos domésticos indígenas de América Latina se domesticaron a partir de Meleagris gallopavo gallopavo, la especie salvaje de México. Estos se han difundido en América Central y del Sur y subsisten como pavos domésticos "indígenas". Su plumaje es mayormente negro. Algunos pavos de América Latina fueron llevados a Europa en el siglo XVI y después a América del Norte en los siglos XVIII y XIX. Allí se cruzaron con otra subespecie salvaje, Meleagris gallopavo sylvestris, para dar lugar al pavo bronce, precursor de todos los pavos comerciales de los países desarrollados.
Enormes aves caminadoras y las más grandes existentes en nuestros días, el avestruz (Struthio camelus) es actualmente endémico solamente en África, pero en otras épocas estaba difundido hasta la península arábiga de donde desapareció hacia 1968. El avestruz está actualmente difundido en toda África oriental y central, desde el sur del Sahara a la provincia del Cabo. Se encuentra también en el sur de Marruecos, en el norte de Sudán y en el sur de Egipto. Los avestruces se reproducen sin problemas en cautividad, cuando están bien alimentados y mantenidos. La domesticación, que comenzó en Argelia hacia 1860, está en curso en Sudáfrica desde hace más de 100 años. Las pieles de avestruces son procesadas en Sudáfrica y en Alemania y son utilizadas en la fabricación de carteras para damas, zapatos y portafolios en Francia y en Italia. La mayor demanda por estos artículos proviene de Japón. Casi nada de lo producido por el avestruz es descartado. Hay un buen mercado para sus plumas y por el plumón, la carne se vende para el consumo humano (fresca o desecada) y también, con el hueso y desecada y esterilizada, es utilizada como un alimento complementario en la dieta de los avestruces. Incluso las cáscaras de los huevos pueden ser utilizadas para la confección de collares y brazaletes. El producto de mayor valor es sin embargo la piel, que se obtiene a los 14 meses de edad.
Los ñandúes (Rhea americana) son grandes aves caminadoras de América del Sur. En toda su área de expansión la especie ha sido desde siempre explotada por su carne, sus huevos, sus plumas, su piel y su aceite con diversas aplicaciones en las culturas aborígenes y criollas. En Argentina, la piel del ñandú es utilizada para fabricar artículos de cuero y las plumas sirven para hacer plumeros. La carne, especialmente la de los muslos llamada "picana", es consumida localmente a lo largo de la costa argentina y en el sur del Brasil. Los huevos son también consumidos.
Del ganado avícola se obtienen principalmente su carne y los huevos, aunque en algunas especies se extraen su piel y sus plumas. Los productores más destacados son los Estados Unidos y China, mientras que en la Unión Europea sobresalen Francia, el Reino Unido, Italia y España.

### Asnos

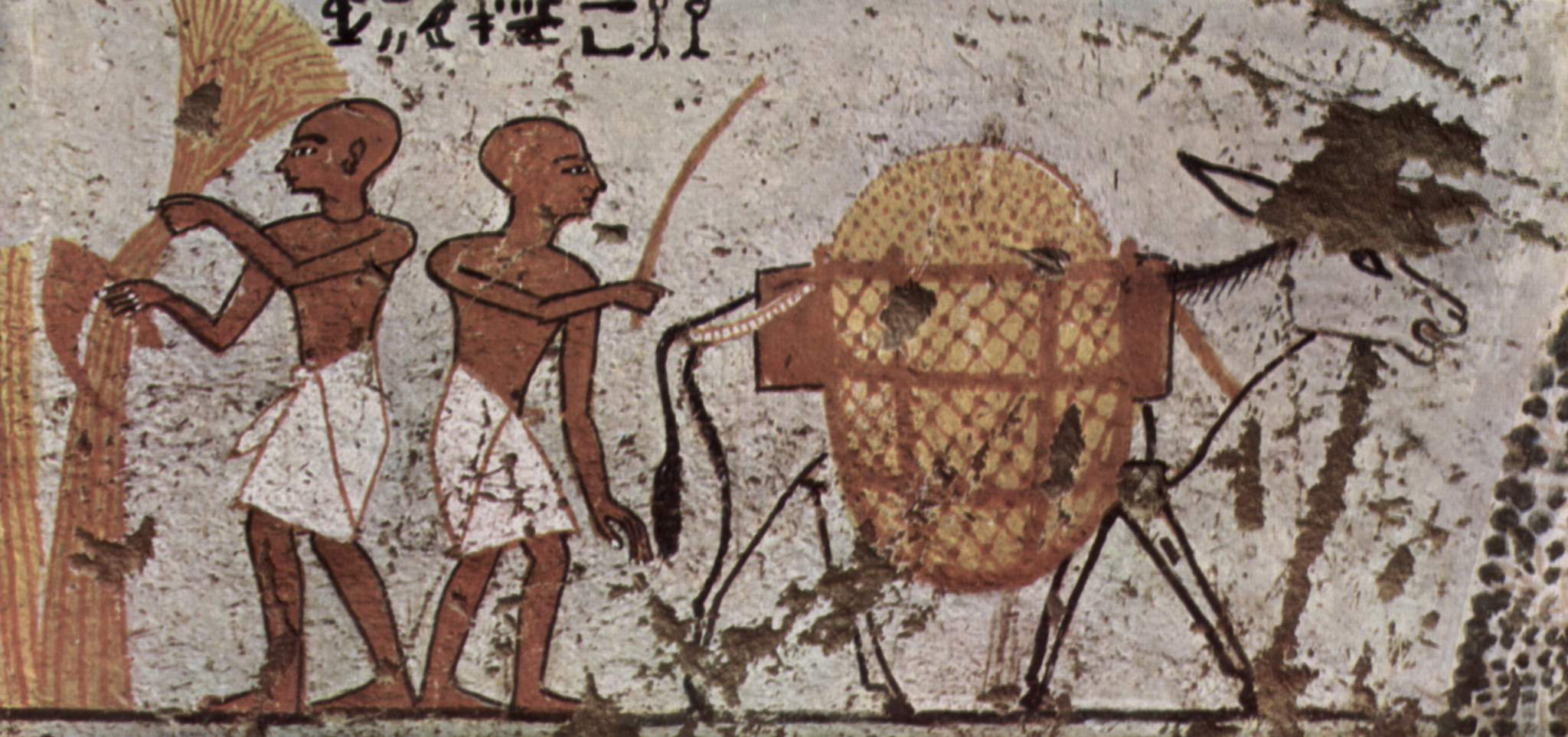
Pintura mural en la tumba de Panehsi, Antiguo Egipto,

Hasta la época de los romanos, parecen haber existido tres razas salvajes. Una de ellas, Equus asinus asinus, de la cual deriva probablemente el asno doméstico, existía en el noroeste de África y desapareció del estado salvaje en la época romana. Un segundo tipo de asnos salvajes vivía en los desiertos montañosos de Nubia y en el este de Sudán, entre el Nilo y el Mar Rojo. Esta subespecie, E. africanus africanus, que contribuyó igualmente a la creación del asno doméstico, se supone que actualmente ha desaparecido del estado salvaje. La tercera especie, y la única sobreviviente, es el asno salvaje de Somalia, E. africanus somalicus.

### Civetas
La civeta africana (Civettictis civetta) ha sido criada en cautividad en Etiopía desde hace varios siglos. El almizcle de la civeta, un producto de olor infecto de las glándulas anales del macho, posee un marcado poder fijativo de fragancias y es utilizado en la fabricación de perfumes costosos. Las granjas se encuentran en su mayor parte en la zona baja de las montañas occidentales y en la región de Sidamo. Las civetas son alimentadas con una mezcla de frutas, legumbres, harinas de maíz y carne. Etiopía tiene prácticamente el monopolio mundial de la producción de almizcle y exporta cada año alrededor de 2000 kg. La pequeña civeta hindú (Viverricula indica) es criada en India y Tailandia. El almizcle es exportado a China para la industria farmacéutica. Los criaderos de civeta tailandeses son conducidos en asociaciones con incubadoras de pollos y las civetas son alimentados con huevos hervidos con pollos muertos en su interior. Las pequeñas civetas son también criadas en jaulas en muchos hogares en el Estado de Kerala, al sur de la India, para la recuperación del almizcle que es producido por las glándulas anales. El almizcle y el compuesto cetónico "civetona" son vendidos a los médicos Ayurvedicos para uso medicinal.

### Conejo
Se piensa hoy que la forma ancestral del conejo doméstico era Oryctolagus cuniculus huxleyi, que existe solamente en España y Portugal así como en algunas islas del Mediterráneo. Todos los otros conejos salvajes en Europa pertenecen a la subespecie típica y descenderían de conejos semidomésticos introducidos por los romanos, que apreciaban mucho comer los fetos y los conejos recién nacidos que ellos llamaban "laurines". En este sentido, O. c. cuniculus debería sin duda ser considerado como vuelto al estado salvaje. La diferenciación entre las dos subespecies está confirmada por estudios morfométricos y del ADN. Los monjes de la Edad Media tenían el hábito de comer "laurines" durante la Cuaresma, ya que estos animales estaban clasificados dentro de los "platos acuáticos". La cría controlada del conejo así como su domesticación, comenzó en el siglo XVI y, probablemente, fue principalmente debido a la obra de los monjes.
Producto de la Crisis en Venezuela, en 2017, el gobierno de Nicolás Maduro impulsó el Plan Conejo, para crianza de conejos domésticos para la alimentación humana, para de esta forma enfrentar la escasez de alimentos.

### Elefante

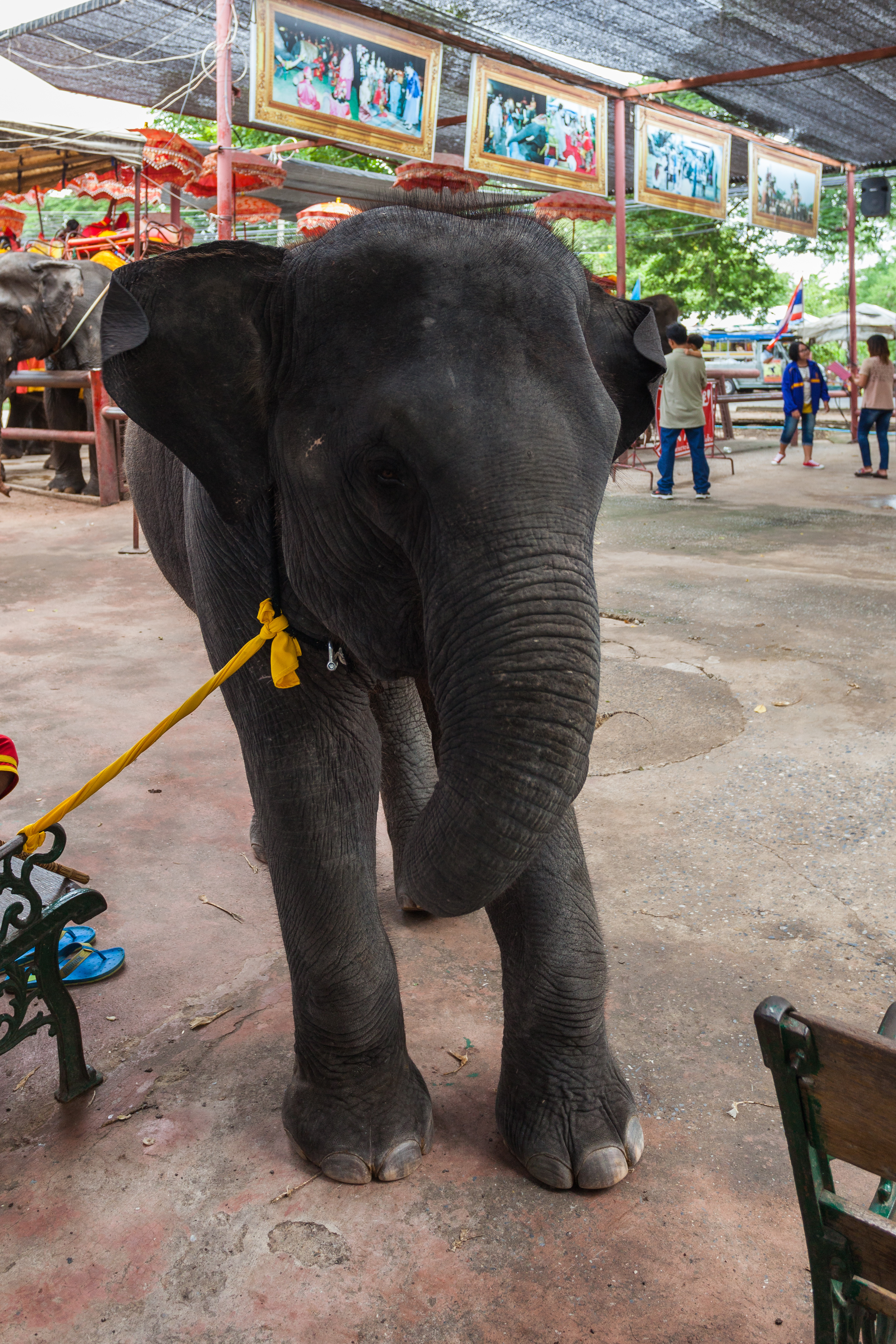
Elefante en Ayutthaya, Tailandia.

Domesticado desde hace millares de años, el elefante de Asia (Elephas maximus) es siempre de gran utilidad para la industria maderera en muchos países de Asia donde permite hacer cortes selectivos más que dar golpes en blanco. El corte selectivo es una forma mucho más sustentable de explotar los bosques y es mucho menos dañino para el ambiente. Las ventajas económicas y ambientales de la utilización del elefante en la explotación forestal son numerosas. Los elefantes entrenados son buenos para el ambiente y para el usuario. Su empleo evita de trazar costosas rutas en los bosques, indispensables para el pasaje de las máquinas pesadas. Los elefantes pueden trabajar en relieves difíciles, accidentados donde ninguna máquina puede ir. Al contrario de las máquinas, el elefante no se oxida, no se corroe ni contamina el ambiente. No tienen necesidades de repuestos costosos y su deshechos sirven a la vez como abono y como medio de diseminación de granos en la selva. El empleo de elefantes para el desmonte reduce mayormente los daños al ambiente causados por las máquinas pesadas y por tal razón se reduce la erosión y la compactación de los suelos. Los elefantes de Asia son cada vez más utilizados como plataformas de observación para los turistas en los parques nacionales y se transforman en un elemento esencial de numerosas empresas de turismo ecológico.

### Otros animales domésticos
Otros animales domésticos son los caballos, mulos, perros y gatos; los camélidos como el camello bactriano, el dromedario, las llamas, la alpaca y la vicuña; sin olvidarnos del búfalo de agua y el reno.

## Clasificación de la industria ganadera
La industria ganadera clasifica al ganado el objetivo:
- Ganado pie de cría
- Ganado de engorde
- Ganado lechero
- Ganado de doble propósito
- Ganadería extensiva
- Ganadería intensiva

## Formas de explotación

### Ganadería intensiva

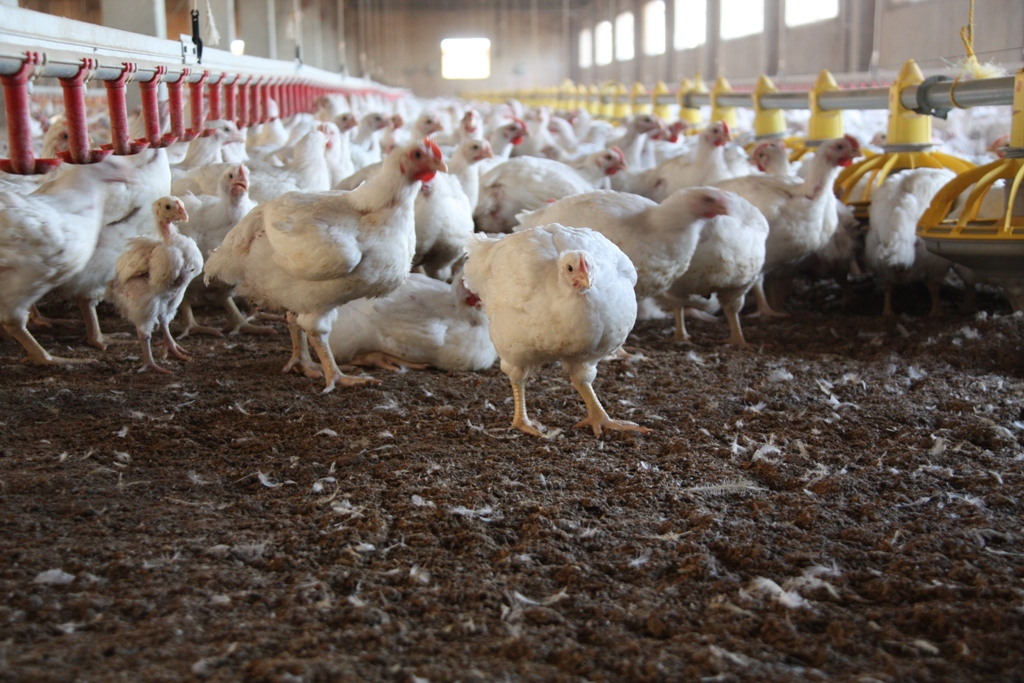
Cría intensiva de pollos en una granja.

En la ganadería intensiva, el ganado se encuentra estabulado, generalmente bajo condiciones de temperatura, luz y humedad que han sido creadas en forma artificial, con el objetivo de incrementar la producción en el menor lapso de tiempo; los animales se alimentan, principalmente, de alimentos enriquecidos. Es por esto que requiere grandes inversiones en aspectos de instalaciones, tecnología, mano de obra y alimento, entre otros.
Entre sus ventajas, se destaca una elevada productividad, que tiene como contraparte la gran contaminación que genera.
La ganadería intensiva se practica principalmente en el centro y oeste de los Estados Unidos, en Canadá y en Europa Occidental y China. Con el correr de los años se han instalado en las cercanías de las ciudades granjas, las cuales se encuentran muy industrializadas. En ellas se crían principalmente porcinos, aves y conejos, con el objetivo de abastecer a las ciudades de su carne.
Es la aplicación de múltiples tecnologías y las formas de pensamiento surgidas del capitalismo, que nacen con la Revolución Industrial, a la ganadería. Esta aplicación ocurrió en el siglo XX y en España a partir de la década de 1960. Los principios de la ganadería intensiva son la de obtener el máximo beneficio, en el menor tiempo posible, concentrando los medios de producción y mecanizando y racionalizando los procesos, para incrementar constantemente el rendimiento productivo.
El ejemplo de ganadería intensiva es la avicultura, en la que existe una selección artificial de gallinas, bien sea para la producción de huevos o carne. Estas aves se crían en enormes naves no siempre acondicionadas, con los animales hacinados en baterías, en un ambiente regulado en temperatura, luz y humedad, mecanizado al máximo, donde por una parte entra el agua y el pienso y por otra salen huevos y deyecciones (excrementos). La ganadería intensiva se rige pues por las leyes de la producción industrial.

#### Ventajas de la ganadería intensiva
- Eficiencia: la ganadería intensiva obtiene la máxima producción por unidad de tiempo y por animal reproductor.
- Adaptación a la demanda del mercado: Se ajusta a la demanda de los consumidores.
- Homogeneidad: es la obtención de productos homogéneos o de características iguales, para satisfacer las necesidades de la distribución y comercialización a gran escala.

#### Inconvenientes de la ganadería intensiva
- Gran consumo de energía, generalmente de procedencia energía fósil, en ocasiones hasta 20 kilojulios por kilojulio en el alimento obtenido.
- Extremadamente contaminante, debido a la acumulación de enormes masas de deyecciones, que no pueden reciclarse en los agrosistemas convencionales y que provocan la contaminación atmosférica, la contaminación del suelo y de las aguas con nitrógeno, fosfatos (eutrofización) y metales pesados (cobre), fármacos, etcétera.
- Efímero: la ganadería intensiva no es perdurable, es decir, es "insostenible", que implica que no puede mantenerse indefinidamente en el tiempo, por ser una producción lineal y no estar basada en el reciclaje de los nutrientes dentro de la base territorial de la explotación y el aprovechamiento de la energía fijada en la misma.
- Requiere una alta concentración de capital y un elevado nivel de control de los ciclos de producción.

### Ganadería extensiva

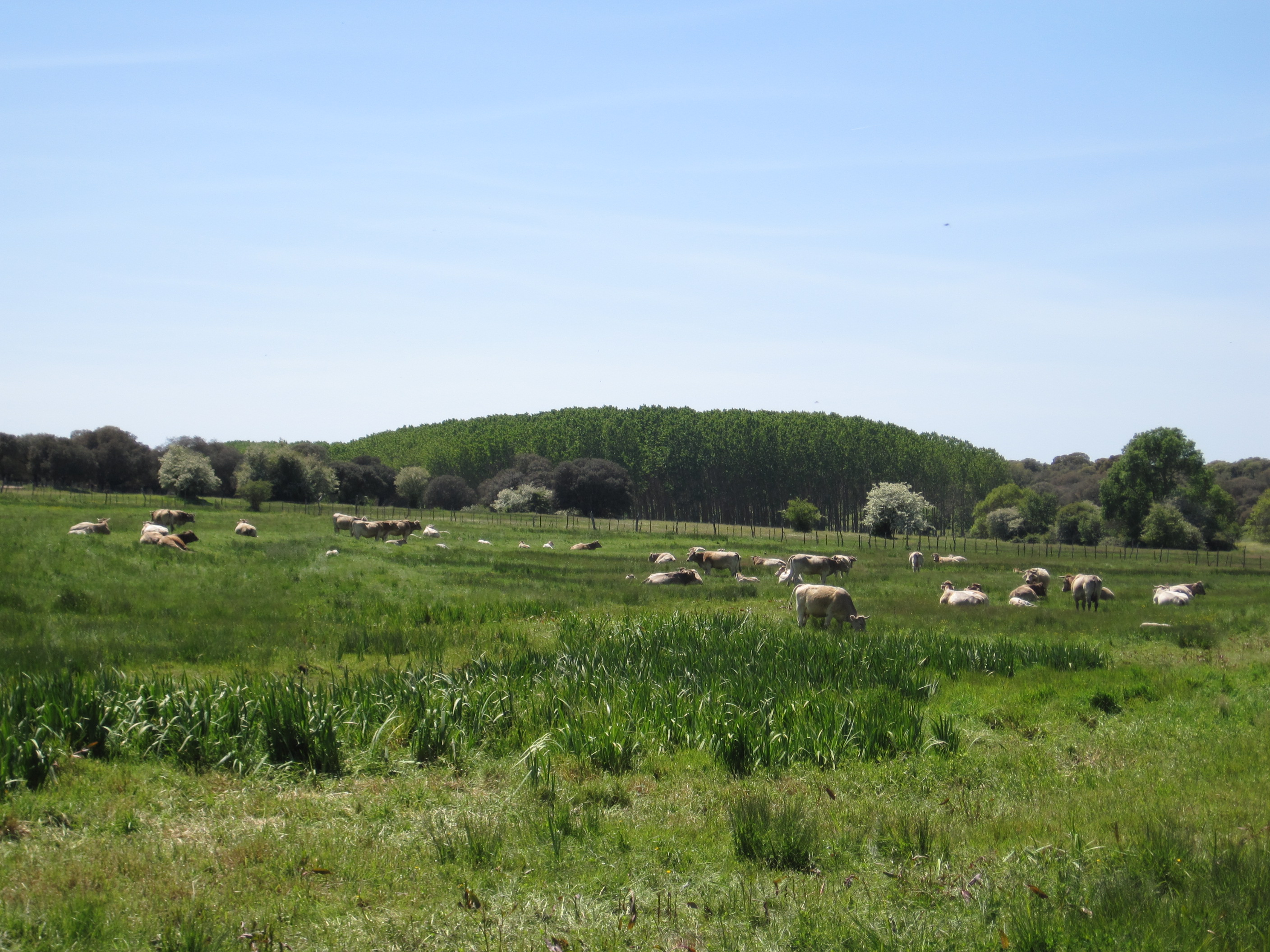
Ejemplo de ganadería extensiva en la comarca de Tierra del Pan, Zamora.

La ganadería extensiva es aquella que aprovecha eficientemente los recursos naturales del territorio, con una baja utilización de insumos externos y principalmente mediante pastoreo.
En general, se caracteriza por el empleo de especies y razas de ganado adaptadas al territorio, el aprovechamiento de pastos diversos ajustándose a su disponibilidad espacial y temporal, y el respeto del medio en el que se sustenta. En efecto, los sistemas extensivos se basan principalmente en el pastoreo de ecosistemas naturales modificados por el hombre, configurando agroecosistemas y están sometidos a los ciclos naturales.
Dentro de la ganadería extensiva podríamos incluir a la ganadería sostenible o ecológica, que es la ganadería perdurable en el tiempo y que mantiene un nivel de producción sin perjudicar al medio ambiente o al ecosistema. La ganadería sostenible se incluye dentro del concepto de desarrollo sostenible. En todo caso, tanto la ganadería extensiva como la intensiva tienen impactos sobre el medio ambiente y el cambio climático.
Generalmente, las explotaciones ganaderas extensivas aprovechan a diente todo tipo de pastos: prados, pastizales, hierbas y rastrojos; propios, ajenos o comunales, de forma permanente o temporal. Esta actividad económica es esencial para el territorio y la sociedad, ya que no solo genera productos de calidad, sino también configura paisajes, ayuda a controlar los incendios forestales, regula los ciclos del agua y la calidad del suelo, ayuda a potenciar la biodiversidad y a conservar el patrimonio cultural y la identidad territorial.

#### Ventajas de la ganadería extensiva
- Requieren un escaso aporte de energía fósil, en ocasiones se requiere 0,1 kilojulio o menos para obtener 1 kilojulio de alimento en la mesa del consumidor. Mayor eficiencia energética global.[21]
- Contribuyen a mantener los agroecosistemas de los que forman una parte esencial, manteniendo los ecosistemas naturales del entorno, como la biodiversidad.
- Previenen los incendios forestales mediante el control arbustivo, la reducción de biomasa combustible, etc.
- Aprovechan pastos naturales que solo mediante el pastoreo y la ganadería extensiva pueden transformarse en alimentos para el ser humano.
- Menor dependencia de productos agrícolas como cereales, soja, etc.
- Dinamiza la economía rural y fija su población.[22]
- Proporciona un mayor bienestar a los animales.[22]

#### Inconvenientes de la ganadería extensiva
- Menor control del ambiente en que se desenvuelven los animales y dependencia de los ciclos climáticos.
- Menor productividad por unidad de superficie.
- No puede ajustarse fácilmente a la demanda de los consumidores.
- No puede proporcionar productos tan homogéneos como solicita la distribución y el mercado de las grandes superficies comerciales.

### Ganadería trashumante
La trashumancia se define como un tipo de ganadería que es móvil, adaptándose en el espacio a zonas de productividad cambiante. Se diferencia del nomadismo, en que los lugares de pastoreo en cada estación son fijos. Se calcula que esta actividad, sumada a la de la ganadería nómada, ocupa a unos 100-200 millones de personas en el mundo; los terrenos explotados bajo estos sistemas representan aproximadamente 30 millones de km², el doble de las tierras dedicadas a la agricultura.
Este tipo de ganadería tiene grandes ventajas, como el aumento de la fertilidad de los suelos, que se benefician con la incorporación de estiércol y otros vegetales. En España, por ejemplo, muchos bosques se han conservado gracias al paso del ganado, como los pinares en Guadarrama y en la Serranía de Cuenca; los hayedos y robledales en la Cornisa Cantábrica y los encinares y los alcornocales en Andalucía y Extremadura. Los animales también contribuyen a la lucha contra los incendios, ya que tienen como alimentos materiales muy combustibles.
Desde el siglo XII existe en España una ley que protege unos 125.000 kilómetros de caminos ganaderos, que equivalen a unas 400.000 hectáreas. Estos caminos permiten el movimiento de los rebaños por todo el país en régimen de trashumancia.

### Pastoreo nómada
El pastoreo nómada es, aún en la actualidad, la forma de subsistencia de diversos pueblos que se encuentran marginados, como los tuareg, que habitan en el desierto del Sahara; los masái, que ocupan las zonas montañosas de Kenia y Tanzania; y los lapones, también llamados saamis, que se encuentran en el norte de la península escandinava y de Rusia. En la actualidad, el futuro de estos grupos humanos y de su actividad económica se encuentra amenazado por normas que prohíben el libre movimiento del ganado y ocupan los territorios nómadas con fines agrícolas, industriales y urbanos.

## Producción de huevos
Su finalidad es la producción del huevo comercial para el consumo, bien sea blanco (aquellos producidos por gallinas de raza Leghorn) o de color (los obtenidos de gallinas marrones, con base en las razas New Hampshire y Rhode Island Red, por lo general). Al no desearse huevos fecundados, esas gallinas están sin gallos. Típicamente, este producción intensiva está basada en sistemas de grandes baterías, donde las gallinas se hallan confinadas en un reducido espacio. Los huevos tienen dos destinos de acuerdo al sexo del pollito: si es hembra, crece en cautiverio y al crecer le cortan los picos para evitar que se lastimen entre ellas (debido al reducido espacio en el que viven) y, si es macho, lo mandan al matadero o a la trituradora, ya que no ponen huevos y no generan ganancias. Este sistema, utilizado en casi todo el mundo, está siendo modificado en algunos países, especialmente en la Unión Europea, debido a la presión ejercida por grupos ecologistas. La modificación alternativa productiva es la crianza de las gallinas sobre yacija o con salida al campo. Con ello se obtienen unos huevos idénticos a los "industriales", pero que satisfacen a los consumidores que buscan unos productos más "naturales", pese al inconveniente de resultar de un costo mayor.

## Producción de carne
Tiene como finalidad la formación de animales que posean una apropiada cantidad y calidad de tejido muscular al momento de la faena, el cual es conocido con el nombre de carne; estos requisitos deberán ser acordes al mercado que consumirá el producto. En la producción se distinguen dos etapas, la cría y el engorde.
La etapa de cría tiene como principal objetivo la generación de terneros, obteniendo terneros destetados. En cambio, la etapa de engorde es realizada para llevar a los animales a las mejores condiciones posibles para la faena. Si los animales obtienen su alimento a través del pastoreo y a campo abierto, el proceso es denominado invernada, mientras que si se realiza en corrales y el alimento es balanceado, se lo llama feedlot. El producto final de ambos procesos es un novillo que alcance el grado de terminación (o sea, la deposición de tejido graso) que demande el mercado al cual está dirigido y es denominado comúnmente "gordo", o sea en condiciones de ser faenado.

## Impacto ambiental
La ganadería es una de las actividades humanas con mayor impacto ambiental, dado que representa la primera causa de desforestación y contribuye de forma decisiva a la pérdida de biodiversidad, el cambio climático, la contaminación y eutrofización de las masas de agua y a la degradación del suelo. En determinados contextos locales podría tener no obstante un impacto positivo limitado.
Mundialmente, la ganadería ocupa el 70% de todas las tierras usadas en agricultura, que representan el 30% de la tierra libre de hielo de la Tierra. El 18% de gases de invernadero antropogénicos se podrían deber a las emisiones de la ganadería y actividades relacionadas, tales como la deforestación para establecer zonas de pasto, la erosión del suelo o el sobrepastoreo y el incremento de prácticas intensivas de consumo de combustibles. Las atribuciones específicas del sector ganadero incluye: 9% de las emisiones globales de CO2, 35-40% de las emisiones globales de metano (principalmente debido a fermentaciones entéricas y al estiércol) y 64% de las emisiones globales de óxido nitroso, principalmente debido al uso de fertilizante. Los caminos de acceso también facilitan la destrucción del hábitat y su conversión para formar potreros. Este problema es especialmente grave en las fincas de ganado que se implementan en el bosque húmedo tropical de América Latina, como la cuenca del Amazonas, y no es sostenible a corto plazo.
Otro problema es la desertización. Las fincas de ganado que se establecen en terrenos de pasto naturales, normalmente requieren un control constante de su capacidad para prevenir el pastoreo excesivo durante los años secos. El ganado doméstico inevitablemente debe tomar agua todos los días; por eso es difícil evitar el pastoreo excesivo alrededor de las fuentes de agua. Entonces, el potencial de la utilización del ganado salvaje debe ser estudiado durante la preparación del proyecto, porque no requiere agua todos los días, no sufre picadura de la mosca tsetsé, ni de los insectos, como sucede con el ganado bovino; en consecuencia, no existe ninguna necesidad de insecticida; comen una variedad más amplia de vegetación y también mordisquean, por eso pueden dar más productos, a mediano y largo plazo, que el ganado bovino.